# 卓麗雯
卓麗雯（英文名：Vienna Cheuk），香港新聞工作者，2006年加入亞視新聞，曾任亞洲電視新聞部首席記者、《六點鐘新聞》女主播，與胡天衡、嚴劍豪、洪綺敏、李彤等人輪流搭檔。2009年，卓麗雯曾親臨汶川地震災區進行訪問。
2011年2月離開亞洲電視，並於同年3月28日加盟鳳凰衛視香港台，擔任副採訪主任；2015年升任該台副總監兼值班總監。2024年升任為鳳凰衛視香港台副台長。

## 主持節目
- 《風雨同路》
- 《醫Apps最強》